# Декрет про введення у Російській республіці західноєвропейського календаря

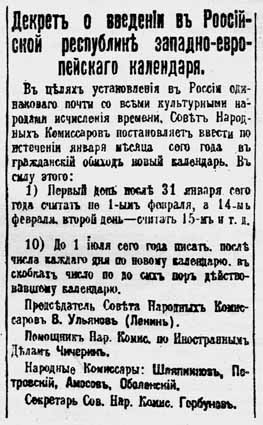
«Декрет про введення у Російській республіці західноєвропейського календаря»

Декрет про введення у Російській республіці західноєвропейського календаря від 26 січня 1918 року — нормативний правовий акт о переході Російської Соціалістичної Федеративної Радянської Республіки з юліанського на григоріанський календар.

## Передумови
У Російській імперії до початку XX століття в усіх сферах життя використовувався юліанський календар. Різниця в календарях викликала проблеми у відносинах з більшістю світу.

## Прийняття
Декрет про введення в Російській республіці григоріанського календарю прийнятий на засіданні РНК 24 січня 1918 року і підписаний головою Раднаркому В. І. Леніним (Ул'яновим) 26 січня 1918 року.

## Наслідки
Після окупації Червоною армією території України дія Декрету була поширена і на її територію.